# Grégory Lacombe
Grégory Lacombe (ur. 11 stycznia 1982 w Albi) – francuski piłkarz występujący na pozycji pomocnika. Obecnie jest zawodnikiem klubu Clermont Foot.

## Kariera klubowa
Lacombe zawodową karierę rozpoczynał w 1999 roku w pierwszoligowym klubie AS Monaco. W Ligue 1 zadebiutował 5 lutego 2000 w przegranym 1:2 meczu z Olympique Lyon. W 2000 roku zdobył z klubem mistrzostwo Francji oraz Superpuchar Francji. 9 grudnia 2000 w zremisowanym 2:2 spotkaniu z En Avant Guingamp strzelił pierwszego gola w trakcie gry w Ligue 1.
W 2002 roku został wypożyczony do innego pierwszoligowego zespołu – AC Ajaccio. Spędził tam dwa sezony, a potem powrócił do Monaco. Spędził tam rok, lecz nie rozegrał żadnego spotkania w barwach Monaco. W 2005 roku odszedł do portugalskiej Vitórii Setúbal. W portugalskiej ekstraklasie zadebiutował 20 sierpnia 2005 w zremisowanym 0:0 spotkaniu z Boavistą Porto.
W 2006 roku Lacombe powrócił do AC Ajaccio, grającego w Ligue 2. Tym razem spędził tam rok. W 2007 roku przeszedł do Montpellier HSC, również grającego w Ligue 2. W 2009 roku awansował z nim do Ligue 1.
| Sezon   | Klub              | Kraj       | Rozgrywki     | Mecze | Bramki | Rozgrywki Europy | Mecze | Bramki |
| ------- | ----------------- | ---------- | ------------- | ----- | ------ | ---------------- | ----- | ------ |
| 1999/00 | AS Monaco         | Francja    | Division 1    | 1     | 0      | -                | -     | -      |
| 2000/01 | AS Monaco         | Francja    | Division 1    | 8     | 1      | -                | -     | -      |
| 2001/02 | AS Monaco         | Francja    | Division 1    | 3     | 0      | -                | -     | -      |
| 2002/03 | AC Ajaccio (wyp.) | Francja    | Ligue 1       | 29    | 5      | -                | -     | -      |
| 2003/04 | AC Ajaccio (wyp.) | Francja    | Ligue 1       | 21    | 2      | -                | -     | -      |
| 2004/05 | AS Monaco         | Francja    | Ligue 1       | 0     | 0      | -                | -     | -      |
| 2005/06 | Vitória Setúbal   | Portugalia | Primeira Liga | 12    | 1      | Liga Europy UEFA | 1     | 0      |
| 2006/07 | AC Ajaccio        | Francja    | Ligue 1       | 22    | 2      | -                | -     | -      |
| 2007/08 | Montpellier HSC   | Francja    | Ligue 2       | 34    | 6      | -                | -     | -      |
| 2008/09 | Montpellier HSC   | Francja    | Ligue 2       | 24    | 3      | -                | -     | -      |
| 2009/10 | Montpellier HSC   | Francja    | Ligue 1       | 8     | 0      | -                | -     | -      |
| 2010/11 | Montpellier HSC   | Francja    | Ligue 1       | 3     | 0      | Liga Europy UEFA | 0     | 0      |
| 2010/11 | AS Monaco (wyp.)  | Francja    | Ligue 1       | 0     | 0      | -                | -     | -      |
| 2011/12 | Montpellier HSC   | Francja    | Ligue 1       | 0     | 0      | -                | -     | -      |
| 2012/13 | Clermont Foot     | Francja    | Ligue 2       | 15    | 1      | -                | -     | -      |

Stan na: 17 stycznia 2013 r.